# Кананов, Павел Христофорович
Павел Христофорович Кананов (6 июня 1883, Москва, Московская губерния, Российская империя — 29 марта 1967, там же, СССР) — советский библиограф, библиотечный деятель и книговед, Доктор философии (1910).

## Биография
Родился 6 июня 1883 года в Москве. После окончания средней школы поступил на исторический факультет МГУ, после его окончания поступил сначала на аспирантуру Гейдельбергского университета, после его окончания поступил на магистратуру Мюнхенского университета и в 1910 году защитил докторскую диссертацию и получил учёную степень Доктора философии. В 1917 году поступил на краткосрочные курсы академических библиотек при Народном университете А. Л. Шанявского, которые он окончил в 1918 году. Являлся специалистом самого широкого профиля, а также знатока семи языков, вследствие чего имел возможность работать во многих странах мира. Работал во многих библиотеках (например в Библиотеке Румянцевского музеума (ГБЛ) и Библиотеке Международного аграрного института). В 1931 году окончательно устроился в ГБЛ, где работал в отделе иностранного комплектования вплоть до 1957 года.
Скончался 29 марта 1967 года в Москве.

## Научные работы
Основные научные работы посвящены развитию ГБЛ.
- Создал в библиотеке отдел нот и звукозаписи.
- Составил указатели зарубежной литературы по музыке.